# Těchoraz (Vyšší Brod)
Těchoraz je malá vesnice, část města Vyšší Brod v okrese Český Krumlov. Nachází se asi 1,5 km na východ od Vyššího Brodu. Je zde evidováno 34 adres.
Těchoraz leží v katastrálním území Herbertov o výměře 7,73 km².

## Historie
První písemná zmínka o vesnici pochází z roku 1379.V roce 2020 bylo názvem Těchoraz pojmenována železniční zastávka Vyšší Brod, ležící před železničním mostem (přes Vltavu) při řece Vltavě. Poblíž, na skále, se nachází velký kříž a na cestě k nádraží dvojí boží muka z let 1630 až 1680.